# Liste der Mitglieder der American Academy of Arts and Sciences/1949
Im Jahr 1949 wählte die American Academy of Arts and Sciences 100 Personen zu ihren Mitgliedern.

## Neu gewählte Mitglieder
- Edwin Bennett Astwood (1909–1976)
- Jesse Wakefield Beams (1898–1977)
- Bancroft Beatley (1894–1992)
- Samuel Bruce Black (1892–1968)
- Lawrence Rogers Blinks (1900–1989)
- Herrman Ludwig Blumgart (1895–1977)
- Julian Parks Boyd (1903–1980)
- William Clouser Boyd (1903–1983)
- Lloyd DeWitt Brace (1903–1986)
- Wilmot Hyde Bradley (1899–1979)
- Detlev Wulf Bronk (1897–1975)
- Van Wyck Brooks (1886–1963)
- Walter Hermann Bucher (1889–1965)
- Oliver Ellsworth Buckley (1887–1959)
- Millar Burrows (1889–1980)
- Oscar James Campbell (1879–1970)
- Arthur Casagrande (1902–1981)
- Gilbert Chinard (1881–1972)
- Paul Foster Clark (1892–1973)
- Jens Christian Clausen (1891–1969)
- Edward Lull Cochrane (1892–1959)
- Robert Peter Tristram Coffin (1892–1955)
- David Glendenning Cogan (1908–1993)
- John Cobb Cooper (1887–1967)
- Merle Eugene Curti (1897–1996)
- Bernard Augustine De Voto (1897–1955)
- Edward Wheeler Dempsey (1911–1975)
- William Addison Dwiggins (1880–1956)
- Katherine Esau (1898–1997)
- Sidney Farber (1903–1973)
- John Wells Farley (1878–1959)
- James Brown Fisk (1910–1981)
- Esther Forbes (1891–1967)
- Nathaniel Herman Frank (1903–1984)
- Clifford Frondel (1907–2002)
- Wendell Hinkle Furry (1907–1984)
- James Gilluly (1896–1980)
- Leland Matthew Goodrich (1899–1990)
- Harry Sylvestre Nutting Greene (1904–1969)
- Robert Edward Gross (1905–1988)
- Mason Hammond (1903–2002)
- James Blaine Hedges (1894–1965)
- Pendleton Herring (1903–2004)
- Arthur Tremain Hertig (1904–1990)
- Harold Daniel Hodgkinson (1890–1979)
- Charles Antone Horsky (1910–1997)
- Charles Brenton Huggins (1901–1997)
- Witold Hurewicz (1904–1956)
- George Evelyn Hutchinson (1903–1991)
- Arthur Thomas Ippen (1907–1974)
- Phillips Ketchum (1884–1980)
- John Gamble Kirkwood (1907–1959)
- Otto Hermann Krayer (1899–1982)
- Gerard Peter Kuiper (1905–1973)
- Kenneth Scott Latourette (1884–1968)
- Jack Levine (1915–2010)
- James Joseph Lingane (1909–1994)
- Fritz Albert Lipmann (1899–1986)
- Walter Lippmann (1889–1974)
- Robert Frederick Loeb (1895–1973)
- Cyril Norman Hugh Long (1901–1970)
- Louis Martin Lyons (1897–1982)
- Thomas Mann (1875–1955)
- Hugh Exton McKinstry (1896–1961)
- Hans Müller (1900–1965)
- John Spangler Nicholas (1895–1963)
- Oscar Soares Filho Niemeyer (1907–2012)
- John Howard Northrop (1891–1987)
- John Torrey Norton (1898–1989)
- Lars Onsager (1903–1976)
- DeWitt Henry Parker (1885–1949)
- Lucien Price (1883–1964)
- Willard Van Orman Quine (1908–2000)
- Kenneth Bryan Raper (1908–1987)
- Eugene George Rochow (1909–2002)
- Reed Clark Rollins (1911–1998)
- Arthur Grinnell Rotch (1880–1962)
- Levin Ludwig Schücking (1878–1964)
- Richard Harrison Shryock (1893–1972)
- George Arthur Sloan (1893–1955)
- Homer William Smith (1895–1962)
- Tracy Morton Sonneborn (1905–1981)
- Lewis John Stadler (1896–1954)
- Wendell Meredith Stanley (1904–1971)
- Alfred Henry Sturtevant (1891–1970)
- James Batcheller Sumner (1887–1955)
- Philip Taft (1902–1976)
- Archer Taylor (1890–1973)
- Charles Fayette Taylor (1894–1996)
- Edward Story Taylor (1903–1991)
- Edward Chace Tolman (1886–1959)
- Arnold Joseph Toynbee (1889–1975)
- Hsue-Shen Tsien (1911–2009)
- Selman Abraham Waksman (1888–1973)
- Chaim Weizmann (1874–1952)
- Carroll Louis Wilson (1910–1983)
- James Walter Wilson (1896–1969)
- Louis Booker Wright (1899–1988)
- Jerrold Reinach Zacharias (1905–1986)
- Alfred Eckhard Zimmern (1879–1957)